# Skægget dværgalk
Skægget dværgalk (Aethia pygmaea) er en alkefugl, der lever i det nordlige Stillehavet (kysterne af det Okhotske Hav, Kurilerne og Aleuterne).